# Peliococcus multispinus
Peliococcus multispinus är en insektsart som först beskrevs av Siraiwa 1939.  Peliococcus multispinus ingår i släktet Peliococcus och familjen ullsköldlöss. Inga underarter finns listade i Catalogue of Life.